# 메밀
메밀은 마디풀과의 한해살이풀이다.
강원도와 평창군의 봉평 메밀이 맛의 방주에 등재되어 있다.

## 개설
메밀이 언제 중국에서 한국으로 전래되었는지 정확한 기록은 없으나 고려 고종 대의 『향약구급방(鄕藥救急方)』에 기재된 것이 최초의 기록이다. 그러나 백제 유적지에서 탄화한 메밀이 발굴된 것으로 미루어, 한국에서는 5세기 이전에 전파되어 재배되었을 것으로 추측된다.
꽃은 흰색, 분홍색, 빨간색이 있으며 줄기는 초록색, 분홍색, 짙은 붉은색이 있으며 열매는 검은색, 흑색, 은색, 갈색이 있다. 잎은 삼각형의 심장형이다. 원산지는 중국 북부라는 설이 있었으나 1992년에 야생 조상종 F. esculentum ssp. ancestrale이 발견되어, 중국 남부라는 설이 유력해졌다. 메밀은 중국에서 1000년 이상 재배되어 왔으며, 한국에서도 오래전부터 가꾸어 왔다. 꽃말은 '연인', '사랑의 약속'이다.

## 특징
열매는 주로 식용에 이용한다. 메마른 땅에도 잘 적응하고 병충해도 적은 등의 장점이 있기 때문에 황무지에서도 쉽게 살 수 있으며, 구황 작물로서 5세기 무렵부터 재배되고 있다.
초가을에 흰 꽃이 피며, 세모진 열매는 가루를 내어 먹고, 줄기는 가축의 먹이로 쓴다. 열매는 껍질을 뺀 부분을 가루(메밀가루)로 만들어 먹으며, 껍질을 벗긴 쌀은 소주의 원료로도 쓰인다.
메밀의 열매는 세모져 있는 것이 특징이며, 완전히 여문 열매는 검은 갈색이며, 씨에는 약 70%의 녹말이 들어 있다. 메밀쌀은 그대로 밥을 지을 때 쓰이기도 하지만 가루로 하여 메밀묵·메밀국수·냉면 등의 원료로 쓰인다. 메밀은 탄수화물이 풍부하며, 단백질과 지방을 약간 포함한다. 또한 철분을 비롯해 나이아신, 티아민, 리보플라빈 등 비타민B 복합체가 많이 들어 있다.

## 생태
서늘한 기후에 알맞으므로 대한민국에서는 산간 지방에서 가꾼다. 메밀은 서늘하고 습한 기후에서 잘 자란다. 또한 성장이 매우 빨라서 씨를 뿌린지 10-12주면 무르익는다. 농부들은 먼저 재배한 작물이 흉작인 경우 비상 작물로 메밀을 심는다. 6-7월 하순에 씨를 뿌리면 8-9월에 꽃이 피는데, 메밀꽃에는 특히 꿀이 많기 때문에 꿀벌의 좋은 밀원 식물이 되기도 한다.

## 사진

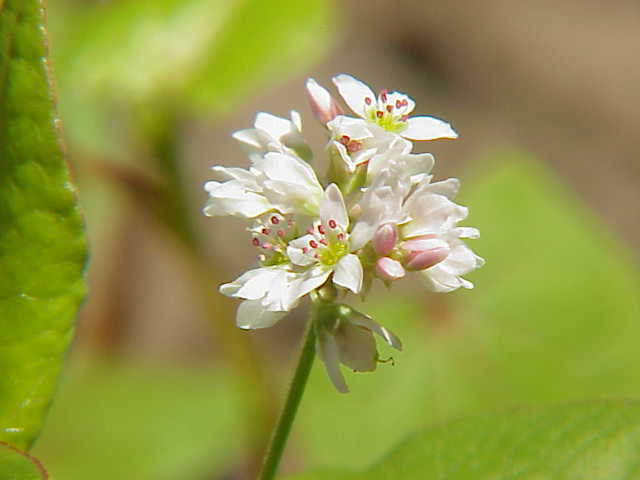
꽃
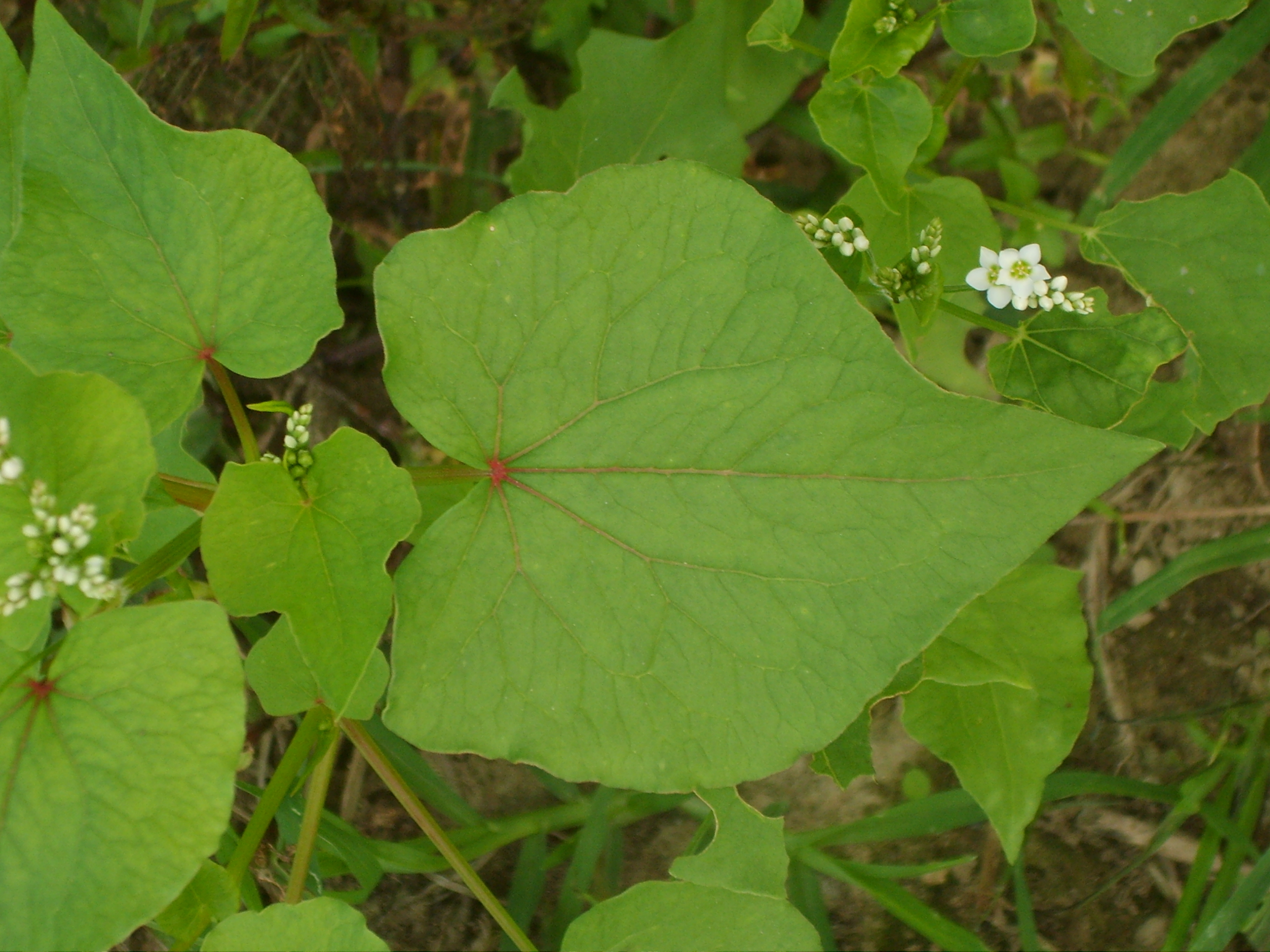
잎
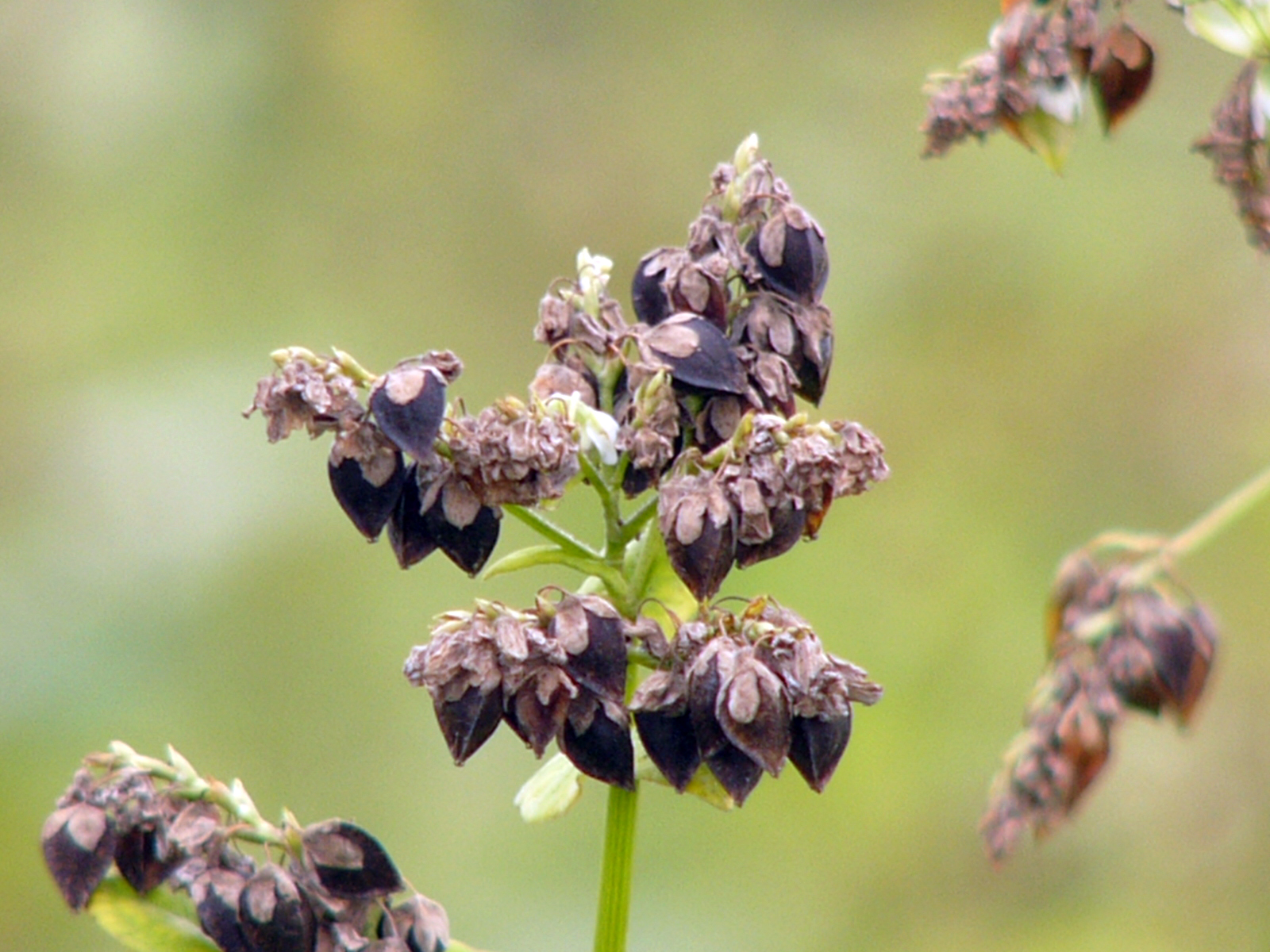
씨
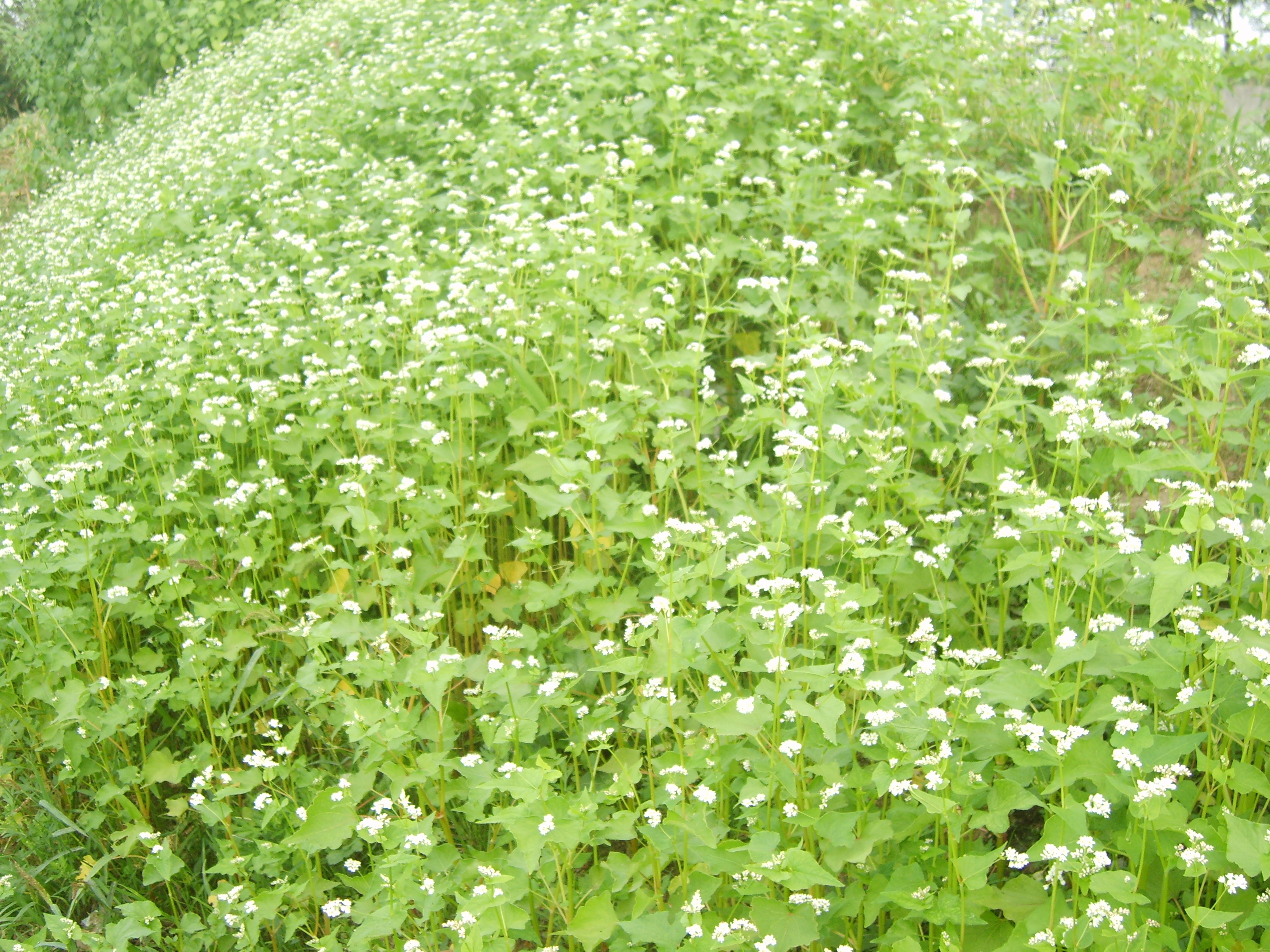
꽃핀 메밀 군락
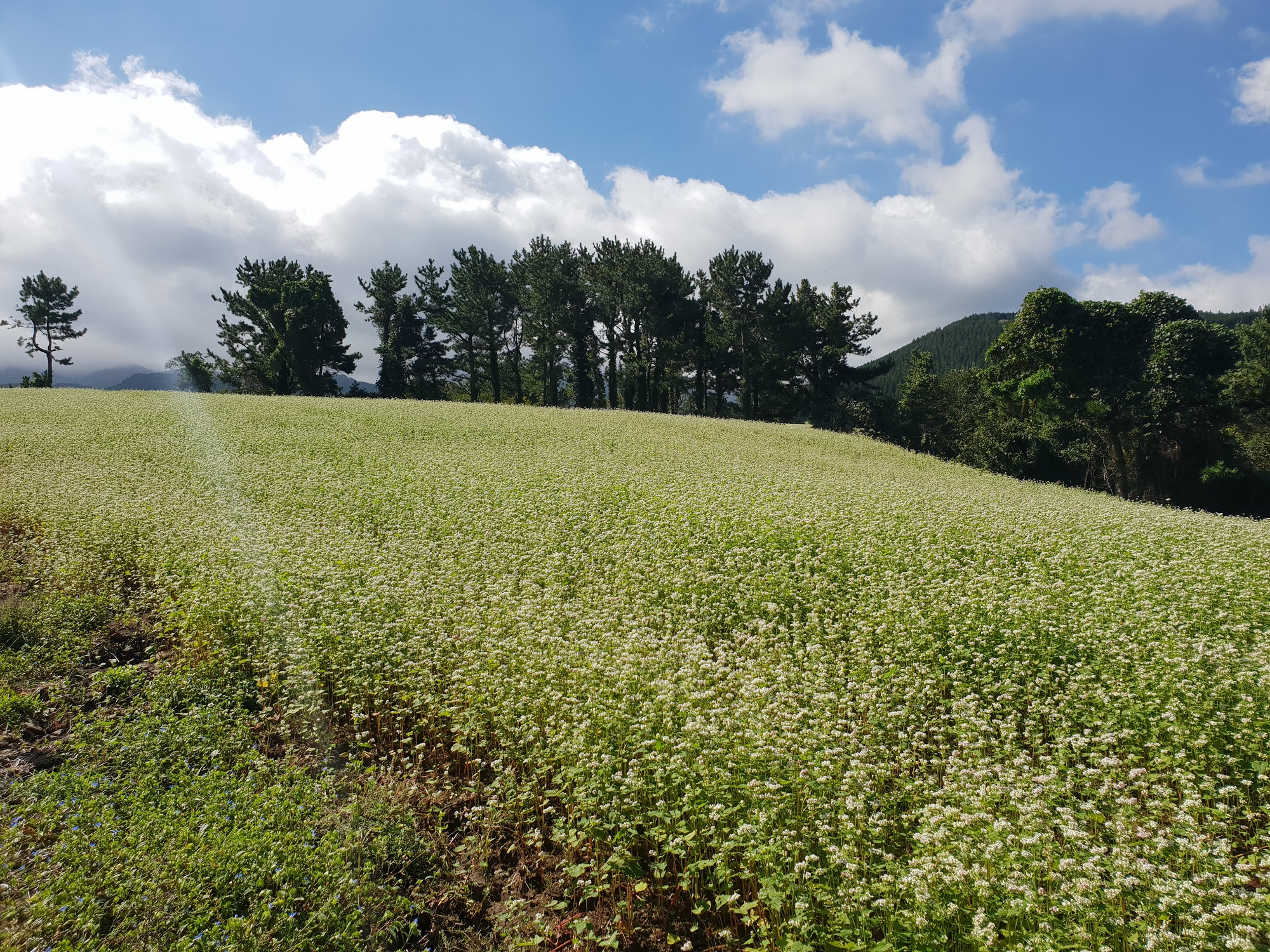
메밀꽃 핀 군락

## 같이 보기
- 메밀 국수
- 메밀묵
- 소바
- 메밀 전병